# Saint-Manvieu-Norrey
Saint-Manvieu-Norrey – miejscowość i gmina we Francji, w regionie Normandia, w departamencie Calvados.
Według danych na rok 1990 gminę zamieszkiwało 1291 osób, a gęstość zaludnienia wynosiła 156 osób/km² (wśród 1815 gmin Dolnej Normandii Saint-Manvieu-Norrey plasuje się na 175 miejscu pod względem liczby ludności, natomiast pod względem powierzchni na miejscu 629).